# Frasse Levinsson
Frasse Oscar Levinsson, född 28 oktober 1992 i Göteborg, är en svensk journalist.
Levinsson inledde sin karriär som redaktör för sociala medier på Aftonbladet. År 2016 blev han webbredaktör på Nöjesguiden som rapporterar om populärkultur. Han har därefter varit reporter och krönikör på tidningen. I samband med att tidningens VD och chefredaktör var föräldraledig hösten 2020 blev han tillförordnad chefredaktör. Sedan 2024 är Levinsson ordinarie chefredaktör på Nöjesguiden.
Mellan 2021 och 2022 var han kolumnist och skribent på Aftonbladet.
Makthavare.se placerade honom på hundralistan över mest inflytelserika unga maktahavare, på 55:e plats, år 2020.